# Tama (area)
L'area di Tama (多摩地域?, Tama chiiki), conosciuta anche con i nomi di Tokyo occidentale, regione di Tama (多摩地方?, Tama-chihō) o semplicemente toka (都下?), è una vasta zona che fa parte di Tokyo, in Giappone. Comprende tutto il territorio della metropoli (都?, to) situato ad ovest dei 23 quartieri speciali, che costituiscono la parte più popolata della capitale.
L'odierna area metropolitana, chiamata Tokyo-to, è frutto della fusione avvenuta nel 1943 tra le allora prefettura e città di Tokyo. Gli attuali quartieri speciali formavano l'estinta municipalità, mentre l'area di Tama corrisponde al resto della prefettura. Non rientra nell'area di Tama la parte insulare di Tokyo, che si estende nel Pacifico.

## Geografia

Una mappa delle città nella parte occidentale di Tokyo. Confina con i tre reparti speciali più occidentali nella mappa in alto.

La maggior parte dell'area di Tama è situata in un conoide di deiezione chiamato terrazzo di Musashino. Si tratta di un terrazzo fluviale che degrada dolcemente verso est. L'area più urbanizzata è quella orientale, adiacente ai quartieri speciali e situata nella pianura di Kantō, la più estesa valle del Giappone. In questa zona, negli ultimi decenni, c'è stata una sensibile espansione di strutture dedicate all'istruzione universitaria, all'industria ed alla ricerca, con il conseguente aumento della popolazione e della relativa edilizia residenziale.
La parte occidentale dell'area di Tama si innalza verso le montagne e comprende la cresta montuosa di Ishione, che si estende verso le catene dei monti Okuchichibu e Okutama. Nel punto in cui i tre rilievi si incontrano sorge il monte Kumotori, la cima più elevata di Tokyo con i suoi 2.017 metri, che demarca il confine con le prefetture di Saitama e di Yamanashi.
Questa zona, ricca di laghi, fiumi ed aree verdi, gode di una minore concentrazione urbanistica e ciò ha portato il governo metropolitano ad intraprendere diversi piani di sviluppo. L'impatto ambientale che tale sviluppo comporta ha sollevato diverse preoccupazioni e critiche. Il territorio comprende una parte dei parchi naturali di Chichibu Tama Kai e Fuji-Hakone-Izu, e la totalità dei parchi di Meiji no Mori Takao, Akikawa Kyūryō, Hamura Kusabana Kyūryō, Sayama, Takao Jinba, Takiyama e Tama Kyūryō.

## Suddivisione amministrativa
L'area di Tama è suddivisa in 26 città (市?, shi) ed un distretto comprendente 3 cittadine (町?, chō oppure machi) ed 1 villaggio (村?, mura o anche son).

### Città
- Akiruno
- Akishima
- Chōfu
- Fuchū
- Fussa
- Hachiōji
- Hamura
- Higashikurume
- Higashimurayama
- Higashiyamato
- Hino
- Inagi
- Kiyose
- Kodaira
- Koganei
- Kokubunji
- Komae
- Kunitachi
- Machida
- Mitaka
- Musashimurayama
- Musashino
- Nishi-Tōkyō
- Ōme
- Tachikawa
- Tama

### Cittadine e villaggi
Il distretto di Nishitama, l'unico che fa parte di Tokyo, è situato nella parte più montuosa e meno abitata dell'area metropolitana; comprende il villaggio di Hinohara, e le cittadine di Hinode, Mizuho ed Okutama.

## Storia
A partire dal VII secolo, quando fu istituito il sistema amministrativo Ritsuryō, la zona di Tama ha fatto parte della provincia di Musashi, la cui capitale era Fuchū. La provincia rimase tale anche nel periodo Sengoku, dopo che Edo, l'odierna Tokyo, divenne la città più importante del Giappone. Con la stabilizzazione politica avvenuta nel XVII secolo, fu introdotto il sistema han di suddivisione in feudi.
Con il rinnovamento Meiji, e la conseguente abolizione del sistema han del 1871, la provincia di Musashi fu soppressa, al pari delle altre antiche province del paese, e fu istituito il sistema delle prefetture. Col trasferimento della corte imperiale a Tokyo, la nuova capitale divenne anche capoluogo dell'omonima prefettura, di cui l'area di Tama entrò a far parte.
Al tempo dell'istituzione della prefettura, la zona di Tama comprendeva diverse decine di cittadine e villaggi suddivisi in tre distretti:
- Il distretto di Nishitama (西多摩郡?, Nishitama-gun) (lett. "Tama occidentale") tuttora esistente che, a seguito di inurbamenti e fusioni, consiste ora di 4 municipalità.
- L'estinto distretto di Minamitama (南多摩郡?, Minamitama-gun) (lett. "Tama meridionale") che comprendeva i territori delle odierne Hachiōji, Hino, Inagi, e Machida. Fu abolito nel 1971, quando i suoi comuni confluirono nella nuova città di Inagi.
- L'estinto distretto di Kitatama (北多摩郡?, Kitatama-gun) (lett. "Tama settentrionale"), che comprendeva le odierne Akishima, Chōfu, Fuchū, Higashikurume, Higashimurayama, Higashiyamato, Kiyose, Kodaira, Koganei, Kokubunji, Komae, Kunitachi, Mitaka, Musashimurayama, Musashino, Nishitokyo, e Tachikawa, nonché parte dell'attuale territorio del ward di Setagaya. Fu abolito nel 1970, quando fi istituita la nuova città di Musashimurayama.

Durante la seconda guerra mondiale, il 1º luglio 1943, il governo giapponese unificò la città e la prefettura di Tokyo per formare la metropoli di Tokyo, la cui amministrazione ricadeva sotto il diretto controllo del governo stesso. Nel 1947, con la promulgazione della Costituzione del Giappone e della legge di Autonomia Locale, il governo metropolitano fu svincolato da quello nazionale e la suddivisione amministrativa dell'area metropolitana fu ristrutturata. Furono istituiti i 23 ward speciali, il cui territorio comprende circa l'area dove sorgeva la città di Tokyo, mentre il resto della metropoli, ad ovest dei ward, corrisponde all'area di Tama.
Al tempo della ristrutturazione amministrativa del 1947, nell'area di Tama erano comprese molte cittadine e villaggi distribuite nei tre distretti di Nishitama, Minamitama e Kitatama, e le due città di Hachiōji e Tachikawa, che si erano formate rispettivamente nel 1917 e nel 1940. Lo sforzo del governo centrale per ridurre il numero delle municipalità ed i costi ad esse collegati ha determinato, negli anni successivi, la fusione di villaggi e cittadine dei distretti che hanno formato altre 24 città. Dei tre distretti è rimasto solo quello di Nishitama, che comprende le ultime tre cittadine e l'ultimo villaggio rimasti nell'area di Tama.